# KBS 2TV 화요 드라마
KBS 2TV 화요 드라마는 대한민국의 KBS 2TV에서 매주 화요일에 방송되었던 TV 드라마 작품이다.

## 작품 리스트
|  | - 아래의 텔레비전 드라마 중 2002년 11월 이후에 시청 가능 연령을 표시하는 드라마 등급 제도를 의무적으로 시행하고 있습니다. - 2017년 3월 1일부터 TV 프로그램 등급 표시 외에 주제, 폭력성, 선정성, 언어, 모방 위험 등 분류 사유 표시를 의무적으로 시행하고 있습니다. |

### 1980년대
- 《포도대장》 : 1982년 1월 26일 ~ 1983년 8월 16일
- 《TV 춘향전》 : 1984년 6월 26일 ~ 1984년 10월 23일
- 《젊은 그들》 : 1985년 7월 9일 ~ 1985년 9월 3일
- 《형사》 : 1985년 11월 12일 ~ 1986년 9월 30일
- 《이화에 월백하고》 : 1986년 10월 7일 ~ 1987년 2월 24일
- 《전설의 고향》 : 1987년 3월 3일 ~ 1989년 10월 3일
- 《형사 25시》 : 1988년 5월 10일 ~ 1990년 4월 3일

### 1990년대
- 《파천무》 : 1990년 4월 17일 ~ 1990년 5월 15일[1]
- 《맥랑시대》 : 1992년 4월 7일 ~ 1992년 11월 3일
- 《내일은 사랑》 : 1992년 11월 10일 ~ 1994년 2월 15일, 1994년 10월 11일 ~ 1994년 10월 25일
- 《사랑의 인사》 : 1994년 11월 1일 ~ 1995년 4월 25일
- 《개성시대》 : 1995년 5월 2일 ~ 1995년 8월 29일
- 《스타트》 :  1996년 10월 15일 ~ 1997년 10월 7일
- 《신세대보고 어른들은 몰라요》 :  1997년 11월 25일 ~ 1998년 2월 10일
- 《싱싱 손자병법》 : 1998년 10월 13일 ~ 1999년 4월 27일
- 《광끼》 : 1999년 5월 4일 ~ 1999년 10월 12일

### 2000년대
- 《리얼시트콤 청춘》 : 2002년 8월 13일 ~ 2002년 10월 22일 - 시트콤
- 《드라마시티》 : 2003년 6월 24일 ~ 2003년 10월 28일 - 단막극

### 2010년대
- 《투 제니》 : 2018년 7월 10일 ~ 2018년 7월 17일
- 《회사 가기 싫어》 : 2019년 4월 9일 ~ 2019년 7월 2일

### 2020년대
- 《드라마 스페셜 (2024)》 : 2024년 11월 5일 ~ 2024년 12월 10일 - 단막극

## 같이 보기
- KBS 2TV 월화 드라마
- KBS 1TV 화요 드라마